# Bistum Kindu

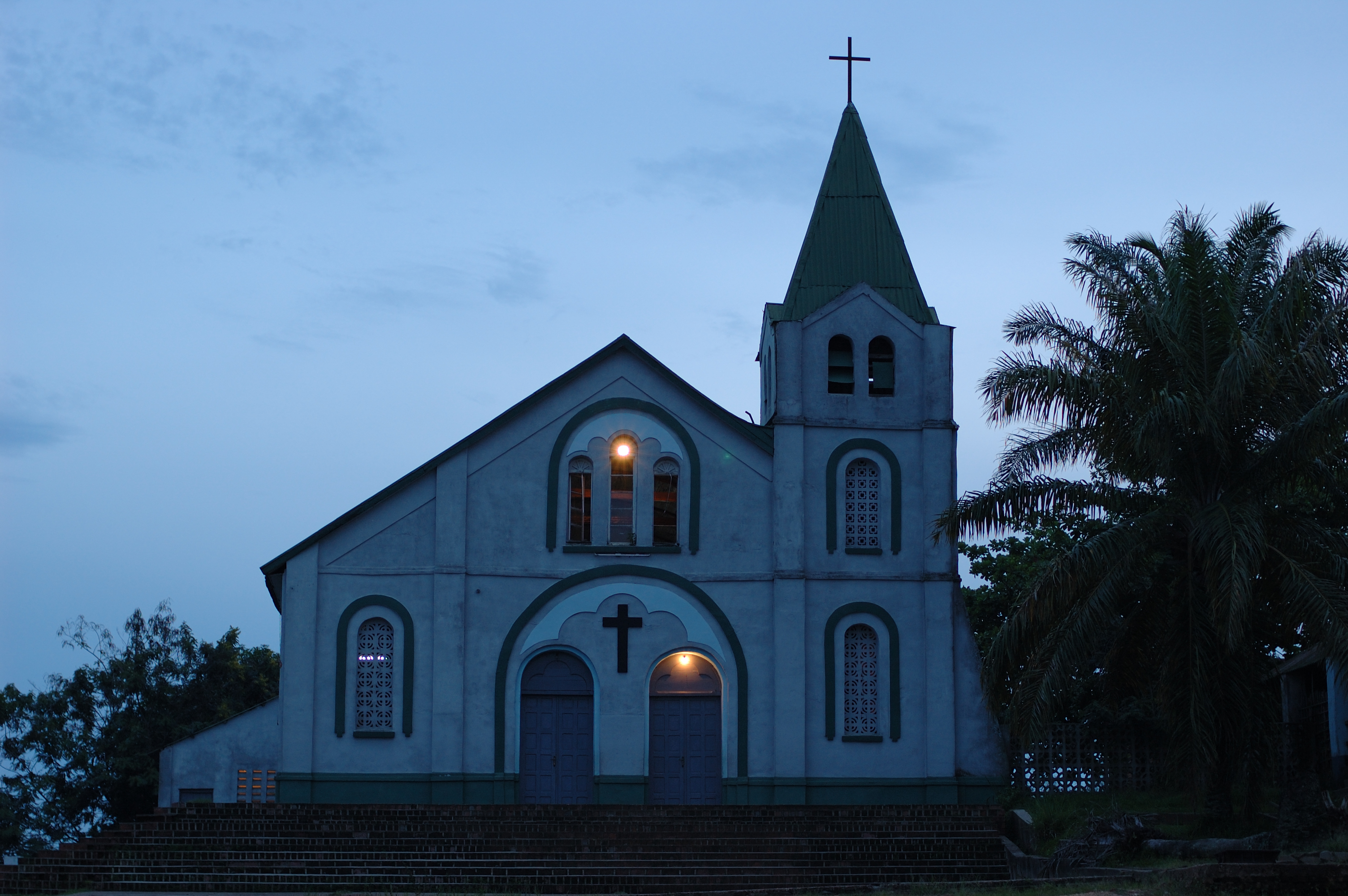
Kathedrale in Kindu

Das Bistum Kindu (lateinisch Dioecesis Kinduensis, französisch Diocèse de Kindu) ist eine in der Demokratischen Republik Kongo gelegene römisch-katholische Diözese mit Sitz in Kindu.

## Geschichte
Das Bistum Kindu wurde am 23. April 1956 durch Papst Pius XII. mit der Apostolischen Konstitution Apostolica Sedes aus Gebietsabtretungen der Apostolischen Vikariate Kongolo und Stanleyville als Apostolisches Vikariat Kindu errichtet. Am 10. November 1959 wurde das Apostolische Vikariat Kindu durch Papst Johannes XXIII. mit der Apostolischen Konstitution Cum parvulum zum Bistum erhoben und dem Erzbistum Bukavu als Suffraganbistum unterstellt.

## Ordinarien

### Apostolische Vikare von Kindu
- Jean Fryns CSSp, 1957–1959

### Bischöfe von Kindu
- Jean Fryns CSSp, 1959–1965
- Albert Onyembo Lomandjo CSSp, 1966–1978
- Paul Mambe Mukanga, 1979–2004
- Willy Ngumbi Ngengele MAfr, 2007–2019, dann Bischof von Goma
- François Abeli Muhoya Mutchapa, seit 2020